# Vete de mí
Vete de mí è un film del 2006 diretto da Víctor García León.